# Willis Island
Willis Island ist eine Insel der Korallenmeerinseln im Korallenmeer, die etwa 450 km nordöstlich von Cairns, Australien liegt. Auf ihr befindet sich seit 1921 eine bemannte Wetterbeobachtungsstation des australischen Bureau of Meteorology. Die Insel befindet sich innerhalb des Coral Sea Marine Parks, einem australischen Meeresschutzgebiet.

## Geographie und Infrastruktur
Willis Island ist Teil der Willis Islets, einer Gruppe von drei kleinen Inseln (Middle Island, North Cay und Willis Island bzw. South Island), die von Korallenriffen umgeben sind.
Die ovalförmige Insel ist nur etwa 450 × 150 m groß mit einer Gesamtfläche von 7,7 ha und einer maximalen Höhe von 9 m.
Nachdem zwei schwere tropische Zyklone 1918 Innisfail und Mackay trafen, wurde die Einrichtung einer Wetterbeobachtungsstation als Frühwarndienst für Queensland beschlossen. Das australische Bureau of Meteorology betreibt diese seit 1921. 1952 wurde die Station komplett neu gebaut und umfasst inzwischen über ein Dutzend Gebäude. Auf der Station arbeiten in der Regel drei Meteorologen und ein Techniker, womit Willis Island die einzige bewohnte Korallenmeerinsel ist. Zur meteorologischen Ausrüstung gehört unter anderem ein 7 m hoher Radarturm und zur weiteren Ausstattung eine Entsalzungsanlage. Die Stromerzeugung für die Station erfolgt hybrid über einen Dieselgenerator sowie Wind- und Solarenergie. Mit dem Regenradar können starke Niederschläge in einem Umkreis von 300 km registriert werden, weniger starke Schauer bis 200 km Umkreis.

## Klima
Die Insel wird im November bis April während der Australischen Zyklonsaison oft von tropischen Wirbelstürmen getroffen, sodass in der Vergangenheit schon mehrfach Evakuierungen des Personals notwendig waren. 2011 beschädigte Zyklon Yasi den Radarturm der Station und den Großteil der Vegetation auf der kleinen Insel. Im Dezember 2023 evakuierte vor Eintreffen des Zyklon Jaspers die HMAS Brisbane der Australian Defence Force die Meteorologen. Während der Trockenzeit sind auf Willis Island südöstliche Passatwinde vorherrschend.
Die Jahresdurchschnittstemperaturen auf der Insel erhöhten sich seit 1950 Stand 2019 um 0,6 °C bzw. seit 1970 um 0,5 °C. Die Niederschlagsmengen nahmen dagegen seit 1924 um 7 Millimeter pro Jahrzehnt ab, was einer Abnahme in dem Gesamtzeitraum von etwa 5 Prozent entspricht.
|                       | Jan   | Feb   | Mär   | Apr  | Mai  | Jun  | Jul  | Aug  | Sep  | Okt  | Nov  | Dez  |   |       |
| Mittl. Tagesmax. (°C) | 30,8  | 30,8  | 29,9  | 29,0 | 27,8 | 26,7 | 26,2 | 26,4 | 27,4 | 28,6 | 29,8 | 30,8 | ⌀ | 28,7  |
| Rekordmaximum (°C)    | 35,1  | 35,2  | 33,8  | 33,9 | 31,5 | 32,2 | 29,8 | 30,0 | 31,6 | 32,4 | 33,6 | 34,8 | ᐃ | 35,2  |
| Mittl. Tagesmin. (°C) | 26,1  | 26,2  | 25,7  | 25,2 | 24,2 | 23,1 | 22,5 | 22,4 | 23,1 | 24,0 | 25,0 | 25,9 | ⌀ | 24,4  |
| Rekordminimum (°C)    | 20,7  | 20,9  | 20,9  | 18,9 | 19,9 | 16,9 | 17,2 | 16,4 | 18,6 | 18,9 | 20,9 | 21,1 | ᐁ | 16,4  |
|                       |       |       |       |      |      |      |      |      |      |      |      |      |   |       |
| Niederschlag (mm)     | 174,0 | 197,2 | 246,3 | 98,8 | 72,5 | 44,5 | 42,5 | 18,2 | 7,1  | 17,6 | 49,4 | 99,9 | Σ | 1068  |
|                       |       |       |       |      |      |      |      |      |      |      |      |      |   |       |
| Regentage (d)         | 15,3  | 15,4  | 19,4  | 14,6 | 13,0 | 11,0 | 9,6  | 7,7  | 4,5  | 5,1  | 7,4  | 10,8 | Σ | 133,8 |

| 26,1 |

| 26,2 |

| 25,7 |

| 25,2 |

| 24,2 |

| 23,1 |

| 22,5 |

| 22,4 |

| 23,1 |

| 24,0 |

| 25,0 |

| 25,9 |

| 26,1 |

| 26,2 |

| 25,7 |

| 25,2 |

| 24,2 |

| 23,1 |

| 22,5 |

| 22,4 |

| 23,1 |

| 24,0 |

| 25,0 |

| 25,9 |

## Flora und Fauna
Willis Island ist von Sand und Gras bedeckt. In der Nähe der Gebäude wurden mehrere Kokospalmen und Kasuarinen gepflanzt. Auf der Insel leben Tausende Einsiedlerkrebse und Seevögel, darunter insbesondere Tölpel und Seeschwalben. Willis Island ist zudem ein wichtiger Nistplatz für Grüne Meeresschildkröten.